# Departamento Alta Verapaz
Alta Verapaz ist ein Departamento Guatemalas und bildet zusammen mit Baja Verapaz die Region II in der Mitte und im Norden des Landes. Das Departamento erstreckt sich auf 8.686 Quadratkilometern und hat etwa 1.294.000 Einwohner. Die Hauptstadt von Alta Verapaz ist Cobán.
Im Norden grenzt Alta Verapaz an Petén, im Osten an Izabal, im Süden an Zacapa, El Progreso und Baja Verapaz und im Westen an Quiché.

## Landesnatur
Alta Verapaz liegt in einer geographischen und klimatischen Übergangszone zwischen dem kühlen Hochland im Südwesten Guatemalas und dem feuchtwarmen Tiefland im Osten und Norden. In west-östlicher Richtung wird es von den Gebirgsausläufern der Sierra de los Cuchumatanes (bis zu den Montañas Piedras Blancas) und der Sierra de Chamá durchzogen, ganz im Südosten hat es noch Anteil an der Sierra de las Minas, wo sich auch die höchsten Erhebungen des Departamentos befinden (Cerro Raxon, 3015 m). Kleine Teile von Alta Verapaz sind noch vom ehemals durchgängigen Nebelwald bedeckt, der zusammen mit satten grünen Wiesen ein Landschaftsbild ergibt, das dem deutscher Mittelgebirgsregionen in verblüffender Weise ähnelt. Das nördliche Tiefland wird von tropischem Regenwald geprägt. Entwässert wird das Departamento im Wesentlichen vom Río Chixoy im Westen und Norden, in den übrigen Gebieten vom Río Cahabón und vom Río Polochic und deren Nebenflüssen.
Alta Verapaz ist eines der regenreichsten Departamentos Guatemalas. Die durchschnittliche jährliche Niederschlagsmenge liegt bei über 2000 mm, die durchschnittliche relative Luftfeuchtigkeit bei 88 Prozent. Eine klar abgrenzbare Trocken- und Regenzeit gab es bis vor einigen Jahren noch nicht, stattdessen fiel fast ununterbrochen der als chipi chipi bezeichnete Nieselregen. Steigender Holz- und Platzbedarf für Plantagen und die damit verbundene rücksichtslose Abholzung von Waldgebieten haben zu erheblichen klimatischen Veränderungen geführt: Längere Trockenperioden werden nunmehr unterbrochen von sintflutartigen Regenfällen, mit entsprechend negativen Auswirkungen auf Böden, Flora und Fauna sowie die Landwirtschaft. Immer mehr in Bedrängnis kommen zwei Nationalsymbole Guatemalas, der Quetzal und die Orchidee Monja blanca (Lycaste skinneri). Die Jahresmitteltemperatur im zwischen 300 und 3000 m hoch gelegenen Alta Verapaz liegt bei 19 Grad Celsius.

## Bevölkerung
Die zu 90 Prozent aus Maya bestehende Bevölkerung des Departamentos konzentriert sich in Cobán und Umgebung, nach Norden hin nimmt die Bevölkerungsdichte immer mehr ab. Ein großer Teil der Bevölkerung spricht neben Spanisch auch Kekchí, Pocomchí und Achí. Die seit den 1860er Jahren zugewanderten Deutschen haben sich mit der einheimischen Bevölkerung weitgehend vermischt, Deutschkenntnisse sind bei den entsprechenden Familien kaum mehr vorhanden. Die etwa eine Million Einwohner des Departamentos Alta Verapaz leben in 17 Municipios (Großgemeinden oder auch Landkreise):
| Cahabón                     | Chahal                  |
| Chisec                      | Cobán                   |
| Fray Bartolomé de Las Casas | Lanquín                 |
| Panzós                      | Raxruhá                 |
| San Cristóbal Verapaz       | San Juan Chamelco       |
| San Pedro Carchá            | Santa Catalina La Tinta |
| Santa Cruz Verapaz          | Senahú                  |
| Tactic                      | Tamahú                  |
| Tucurú                      |                         |

In den Gemeinden Santa Cruz Verapaz, San Cristóbal Verapaz, Tactic, Tamahú und Tucurú wird noch Pocomchí gesprochen.
Dem Departamento als staatlichem Verwaltungsbezirk steht ein von der Zentralregierung entsandter Gouverneur vor. Die Municipios sind eigenständige Gebietskörperschaften mit gewählten Bürgermeistern und Volksvertretungen und untergliedern sich in Aldeas und Pueblos (Dörfer) sowie in Caseríos, Parajes, Fincas, Rancherías (Weiler und Höfe).

## Wirtschaft und Verkehr
Über 60 Prozent der erwerbsfähigen Bevölkerung ist in der Landwirtschaft und in der Forstwirtschaft beschäftigt. Traditionelle Produkte sind Kaffee und Kardamom, bedeutend sind auch Kakao, Mais, Bohnen, Reis, Chili, Zuckerrohr und andere mehr. Zweitrangig ist die Viehzucht. Einen bedeutenden Zuwachs erlebte der Tourismus, vor allem wegen der verschiedenen landschaftlichen Sehenswürdigkeiten. Damit fand auch das Kunsthandwerk einen erweiterten Absatzmarkt. An Bodenschätzen hat Alta Verapaz Zink, Blei, Silber und, in beschränktem Maße, Erdöl.
Das von den Hauptverkehrswegen noch immer etwas abgelegene Alta Verapaz hat ein Straßennetz unterschiedlichster Qualität. Sehr gut ausgebaut ist die Überlandstraße CA 14 (im südlichen Abschnitt zugleich die von Salamá kommende Nationalstraße 17) von Cobán bis El Rancho. Bei El Rancho befindet sich der Anschluss zur teilweise zur Autobahn ausgebauten Verkehrsachse von Guatemala-Stadt nach Puerto Barrios an der Karibikküste. Von zweitrangiger Bedeutung (und Qualität) sind die kurvenreichen Überlandstraßen von Santa Cruz Verapaz nach Huehuetenango und von Tactic über Panzos nach Izabal. Die von Cobán nach Nordosten führende Nationalstraße 5 sollte nur mit Geländewagen befahren werden.
Alta Verapaz und der gesamte Norden Guatemalas werden wirtschaftlich und verkehrstechnisch in Zukunft von der in Bau befindlichen Franja Transversal del Norte profitieren, einer Überlandstraße, die Huehuetenango über das nördliche Tiefland an der Grenze zu Mexiko mit Izabal verbinden wird.
Coban hat einen Flugplatz für die Allgemeine Luftfahrt. Sämtliche Bahnstrecken wurden stillgelegt.

## Sehenswürdigkeiten
Ausgangspunkt zur Besichtigung von Sehenswürdigkeiten in Alta Verapaz ist Cobán. Zu den bedeutendsten Attraktionen zählen die Höhlen bei San Juan Chamelco (Grutas del Rey Marcos), das natürliche, durch einen Fluss geschaffene Schwimmbad Balneario Las Islas bei San Pedro Carchá, die gigantischen Höhlensysteme Candelaria und Lanquín (Grutas de Lanquín), dessen unterirdischer Fluss in den Río Cahabón mündet, an dem sich auch die berühmte natürliche Kalksteinbrücke von Semuc Champey befindet. Von dort aus werden auch Rafting-Fahrten bis zum Izabal-See angeboten.

## Geschichte
Das Gebiet des heutigen Departamentos Alta Verapaz war um 1500 eine Hochburg der kriegerischen Rabinal-Maya. Vor allem an ihnen scheiterte der Versuch der Spanier, die Region mit militärischen Mitteln zu erobern. Deswegen wurde sie bald Tezulutlán genannt, was in etwa „Kriegsgebiet“ bedeutet. Erst ab 1537 gelang es dem Dominikaner Bartolomé de Las Casas, der die Gewalt der spanischen Eroberer gegen die Einheimischen heftig kritisierte, mit einigen Ordensbrüdern, die dort ansässigen Indianer friedlich zu christianisieren und somit zu beherrschen. Schon bald änderte sich der Name der Region, zu der seinerzeit auch Petén, Belize und Teile Izabals gehörten, in Verapaz, also „wahrer Frieden“. Auch während der langen Kolonialzeit prägten die Dominikaner die Region in sozialer und wirtschaftlicher Hinsicht mit.
Die Republik Guatemala richtete 1825 das Departamento Verapaz ein, dessen Verwaltungssitz sich zunächst in Cobán, ab 1833 dann in Salamá befand. Am 4. Mai 1877 erfolgte die definitive Teilung in die beiden Departamentos Baja Verapaz und Alta Verapaz, wobei Cobán wiederum Sitz der Departamentsverwaltung wurde.
Die für Alta Verapaz so bezeichnende Einwanderung von Deutschen begann im Jahr 1863 mit Rudolf Dieseldorff. Das abgelegene, von der Vegetation und vom Klima her Deutschland verblüffend ähnliche Hochland von Cobán zog dann viele weitere deutsche Auswanderer an, die hier beste Bedingungen für den Anbau von Kaffee fanden. Präsident Justo Rufino Barrios Auyón (1873–1885) förderte die Ansiedelung deutscher Bauern und stattete sie mit etlichen Privilegien aus, wobei es auch zu Enteignungen einheimischer Bauern kam, die zwangsläufig in die Dienste ihrer deutschen Herren treten mussten. Bis 1890 befand sich fast die gesamte Kaffeeproduktion der Gegend in deutschen Händen. Die Arbeiter der Fincas wurden mit Geld bezahlt, das ihre deutschen Arbeitgeber selbst emittierten und das nur bei den Handelsbetrieben der jeweiligen Fincas selbst oder anderen ausgewählten Läden Gültigkeit besaß. Auf diese Weise wurde Alta Verapaz zu einem fast eigenständigen Wirtschaftsgebiet in Guatemala. Wegen der Bedürfnisse der exportorientierten Wirtschaft wurde mit deutschem Kapital und Fachwissen die Infrastruktur der Region verbessert: es entstanden Straßen und Eisenbahnlinien (darunter die 1963 aufgegebene Verapaz-Eisenbahn), die Cobán mit dem Izabal-See und damit mit dem Meer verbanden.
Präsident Jorge Ubico (1931–1944), ein Nazi-Sympathisant und Förderer der inzwischen sehr nationalkonservativ eingestellten deutschen Volksgruppe Alta Verapaz, sah sich gegen Ende des Zweiten Weltkriegs von den USA gezwungen, die deutschen Großgrundbesitzer in Cobán und Umgebung zu enteignen und sie nach Deutschland zurückzuschicken, oft über die Vereinigten Staaten, um gegen alliierte Kriegsgefangene ausgetauscht zu werden. Viele deutschstämmige Guatemalteken leben noch immer in Alta Verapaz, da sich ihre Vorfahren schon im 19. Jahrhundert mit der indigenen Bevölkerung vermischt hatten.
Von dem zwischen 1960 und 1996 tobenden guatemaltekischen Bürgerkrieg wurde Alta Verapaz mehrmals schwer in Mitleidenschaft gezogen.
Am 19. Dezember 2010 rief die Regierung von Guatemala in Alta Verapaz den Ausnahmezustand aus. Als Grund gab sie die offene Machtübernahme des mexikanischen Drogenkartells Los Zetas seit 2009 in der Region an, die sie als einen Korridor für den Drogenhandel verwenden. Das Militär kann nach eigenen Ermessen Personen verhaften, festhalten und Häuser durchsuchen. Der Ausnahmezustand gilt vorerst 30 Tage und kann beliebig verlängert werden. Anfang 2011 wurde der Ausnahmezustand nach zwei Monaten wieder aufgehoben.